# Ngọc nữ đỏ

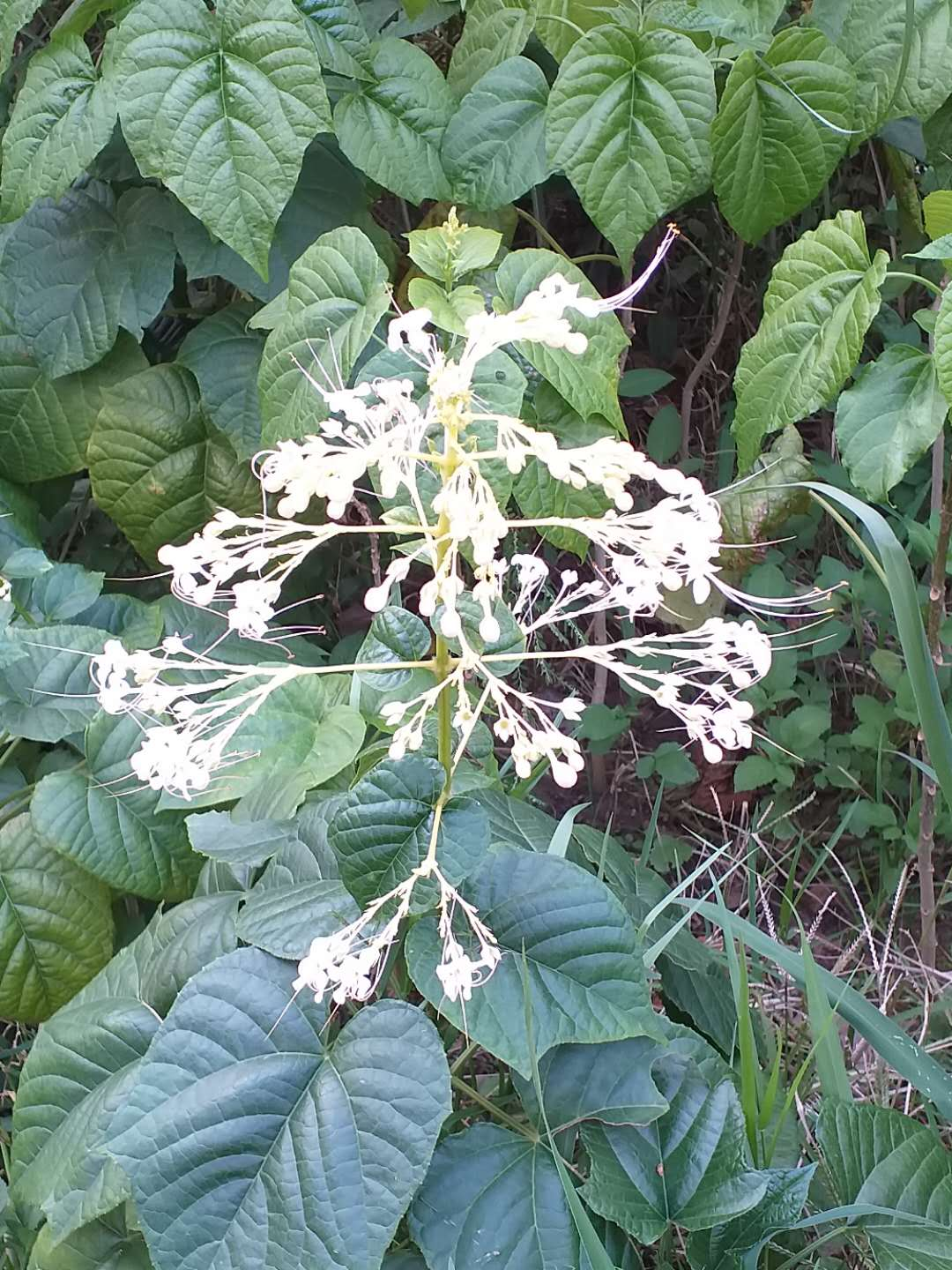
Clerodendrum paniculatum L. 2018 Taichung World Flora Exposition, Taiwan.

Ngọc nữ đỏ hay mò đỏ, xích đồng nam (danh pháp: Clerodendrum paniculatum) là một loài thực vật có hoa trong họ Hoa môi. Loài này được L. mô tả khoa học đầu tiên năm 1767.

## Hình ảnh

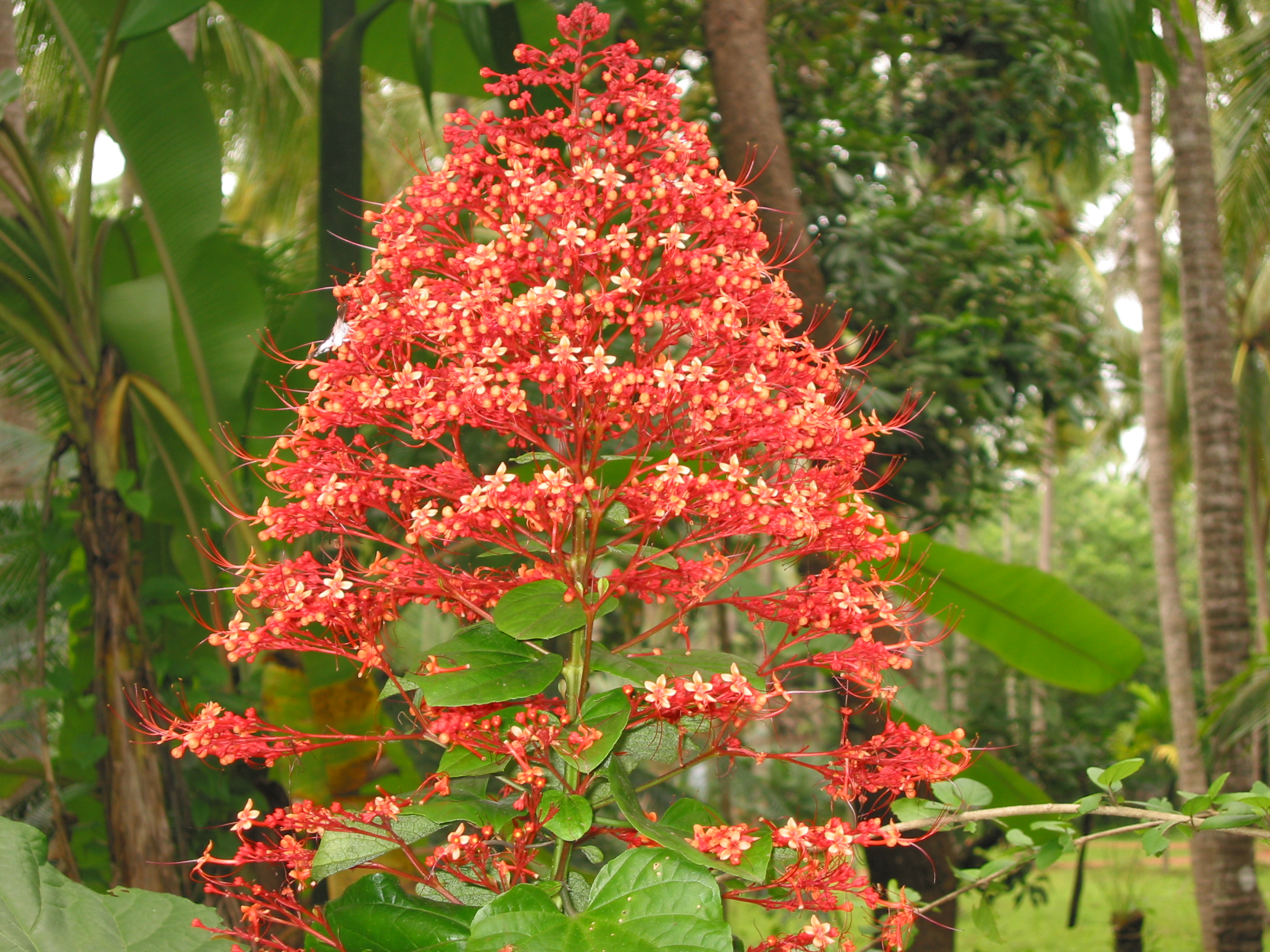
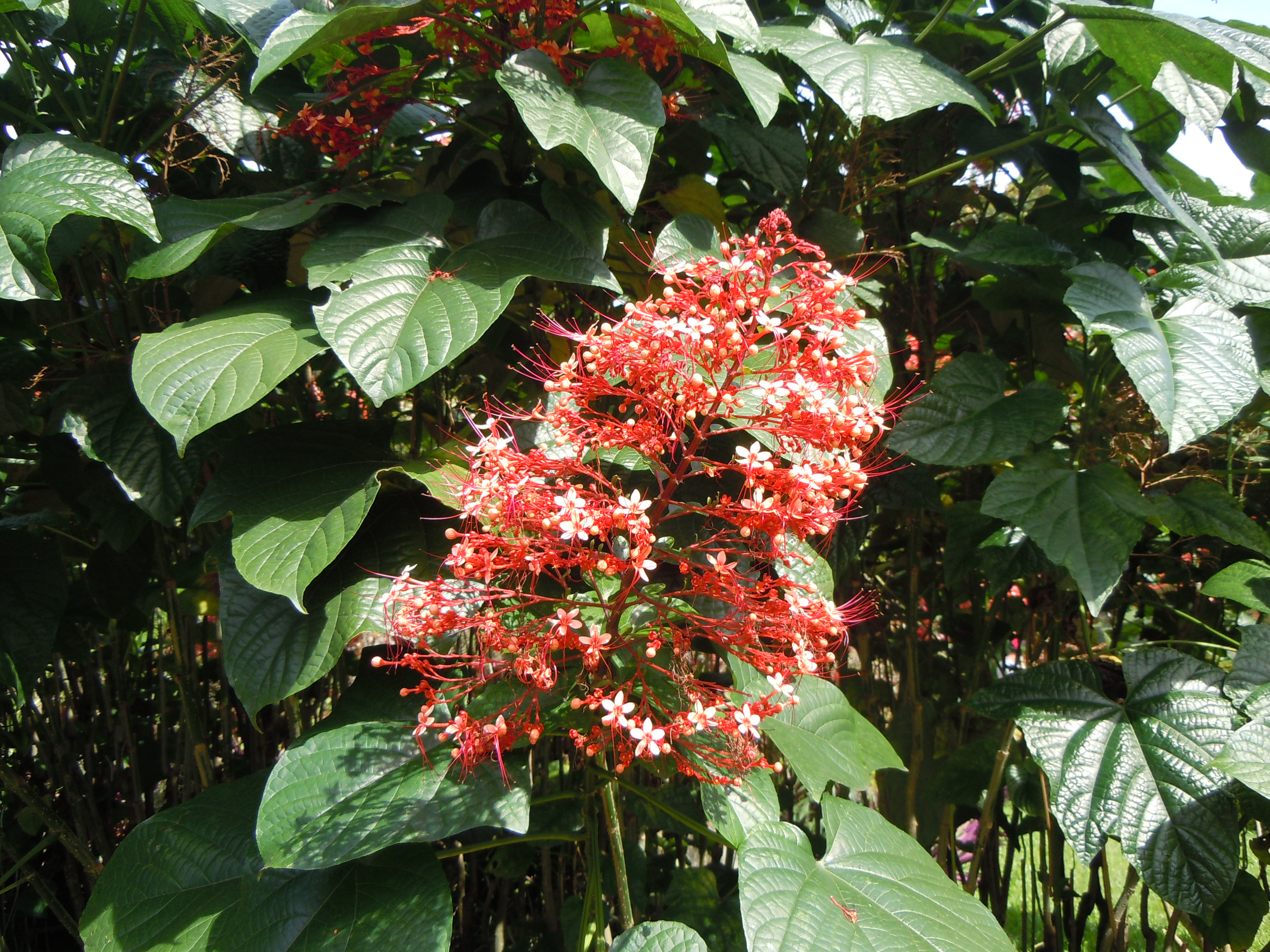
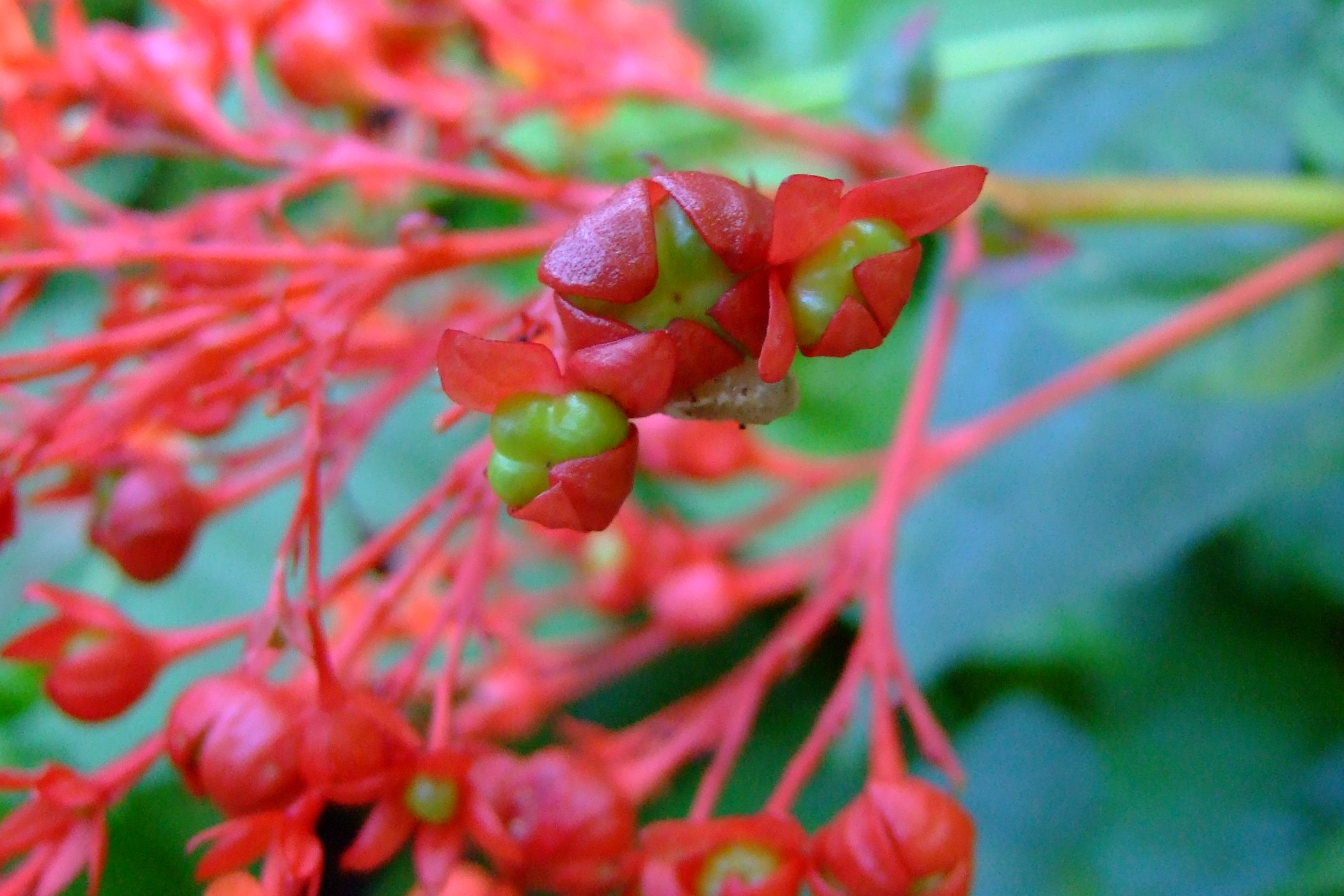
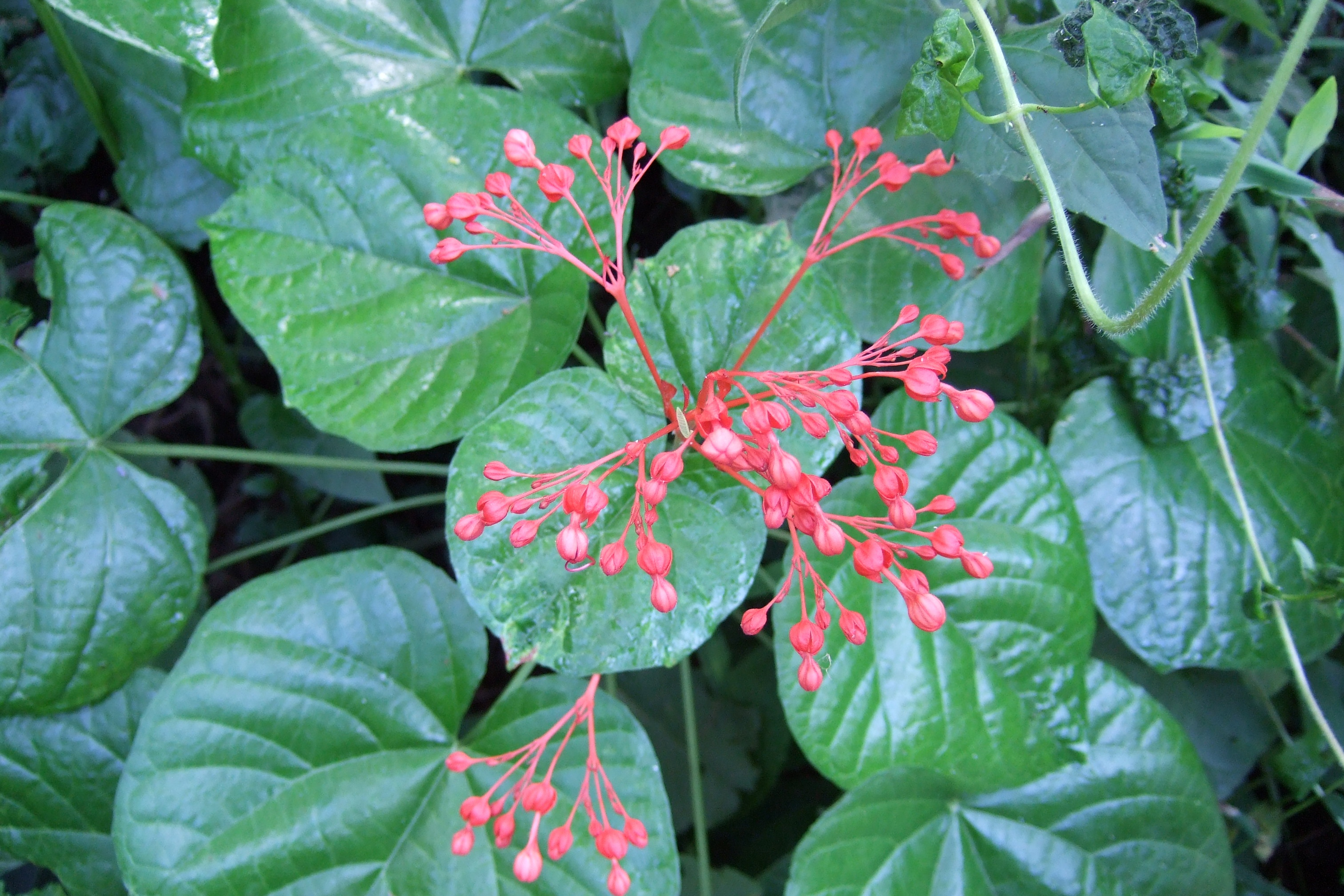